# Những mảnh ghép cảm xúc
Những mảnh ghép cảm xúc (tiếng Anh: Inside Out) là bộ phim hoạt hình máy tính 3D của Mỹ được hãng phim hoạt hình Pixar sản xuất và phát hành bởi Walt Disney Pictures. Phim do Pete Docter đạo diễn, Ronnie del Carmen đồng đạo diễn, kịch bản do Pete Docter, Meg LeFauve và Josh Cooley viết, chuyển thể từ một câu chuyện của Docter và Del Carmen. Bộ phim lấy bối cảnh bên trong não bộ của cô bé Riley Anderson, nơi năm cảm xúc là Vui Vẻ, Sợ Hãi, Giận Dữ, Chán Ghét và Buồn Bã luôn cố gắng dẫn dắt cuộc sống của cô khi cô bé và cha mẹ đang thích nghi với cuộc sống mới ở San Francisco.
Docter bắt đầu phát triển ý tưởng cho bộ phim Inside Out từ năm 2010 khi ông nhận thấy cô con gái đang lớn của ông bắt đầu có những thay đổi trong tính cách. Các nhà làm phim đã tham khảo ý kiến của rất nhiều nhà tâm lý học, trong đó có cả Dacher Keltner, giáo sư tâm lý học của Đại học California, Berkeley, người đã giúp sửa đổi câu chuyện dựa trên những khám phá trong lĩnh vực tâm lý học thần kinh (neuropsychology) cho rằng cảm xúc của một người có ảnh hưởng đến các mối quan hệ của người đó với những người khác và các cảm xúc này có thể chi phối mạnh mẽ các mối quan hệ đó.
Sau khi được công chiếu lần đầu tiên vào 18 tháng 5 năm 2015 tại Liên hoan phim Cannes lần thứ 68, bộ phim bắt đầu được chiếu rộng rãi tại Bắc Mỹ vào 19 tháng 6 năm 2015  (cùng với 1 bộ phim ngắn có tên là Lava). Các nhà chuyên môn dành nhiều sự khen ngợi cho ý tưởng, kịch bản, chủ đề, nhạc (do Michael Giacchino viết) và diễn xuất của các diễn viên lồng tiếng trong phim. Trong tuần đầu tiên ra mắt, bộ phim thu về 90.4 triệu đô la, trở thành bộ phim gốc có doanh thu mở màn cao nhất lịch sử tại Bắc Mỹ, và thu về 857 triệu Mỹ kim trong năm 2015, chiếm vị trí thứ 7 về doanh thu trong năm 2015. Bộ phim này đã giành được nhiều giải thưởng, Giải BAFTA, Giải Quả Cầu Vàng, Giải do Các Nhà Phê Bình phim Bình chọn, Giải Annie, Giải Satellite, và Giải Hàn Lâm (Oscar) cho hạng mục phim hoạt hình hay nhất năm 2015 tại Giải Oscar lần thứ 88 (2016).

## Nội dung
Riley sinh ra ở Minnesota. Trong Trung khu não bộ của cô là 5 nhân vật nhân cách hóa của 5 cảm xúc cơ bản: Joy (Vui Vẻ), Anger (Giận Dữ), Disgust (Chán Ghét), Fear (Sợ Hãi) và Sadness (Buồn Bã). 5 nhân vật này đã bước ra cuộc sống và tác động đến hành động của Riley qua một bảng điều khiển. Khi Riley trải nghiệm một điều gì đó, thì các trải nghiệm (experiences) được chuyển thành ký ức (memories), những ký ức này lại được chứa trong những quả cầu màu, và mỗi đêm khi cô ngủ, những quả cầu màu này được đưa vào trong trí nhớ dài hạn (long-term memory) của cô. 5 lõi ký ức quan trọng nhất của cô được chứa trong 5 cái ống; mỗi ống tạo năng lượng cho một mặt trong tính cách của cô và có hình dạng như các hòn đảo ("Island of Personality" (Đảo Tính Cách) bao gồm Family Island (Đảo Gia đình), Honesty Island (Đảo Trung Thực), Hockey Island (Đảo Khúc Côn Cầu), Friendship Island (Đảo Tình Bạn) và Goofball Island (Đảo Ngớ Ngẩn)). Trưởng nhóm tự phong của 5 nhân vật này là Joy (Vui Vẻ), luôn lên kế hoạch làm cho cuộc sống của Riley được vui vẻ. Vì vậy, cô và các cảm xúc khác không hiểu tại sao Sadness (Buồn Bã) lại có mặt nên cô luôn cố gắng ngăn không cho Sadness (Buồn Bã) đến gần bảng điều khiển.
Khi Riley (Kaitlyn Dias thủ vai) lên 11, cô và cha mẹ chuyển đến San Francisco nơi cha cô bắt đầu công việc mới. Những trải nghiệm đầu tiên của Riley ở San Francisco khá tệ: căn nhà mới chật hẹp và cũ kỹ, nhà hàng pizza duy nhất trong thành phố thì chỉ bán pizza nhân bắp cải xanh (broccoli), cha cô thì luôn bị áp lực với công việc mới, và chiếc xe tải chuyển nhà chở đồ đạc của gia đình đi lạc qua Texas phải mất mấy tuần sau mới trở lại San Francisco. Khi Sadness (Buồn Bã) đến chạm vào những ký ức vui vẻ của Riley, biến chúng thành những ký ức buồn bã thì Joy (Vui Vẻ) bảo vệ và ngăn không cho Buồn Bã đến gần. Tuy vậy, vào ngày đi học đầu tiên của Riley, Buồn Bã đã vô tình làm cho Riley khóc trước mặt bạn bè trong lớp và tạo thành một lõi ký ức buồn trong Trung khu não bộ. Hốt hoảng, Vui Vẻ cố loại bỏ lõi ký ức này, nhưng khi giằng co với Buồn Bã thì cô lại vô tình làm rơi những lõi ký ức khác, làm vô hiệu hóa những hòn đảo tính cách của Riley. Rồi cả Vui Vẻ và Buồn Bã cùng các lõi ký ức đã bị hút ra khỏi Trung khu não bộ chuyển vào khu vực nhà kho những ký ức dài hạn rối rắm như một ma trận.
3 cảm xúc còn lại Giận Dữ, Chán Ghét và Sợ Hãi cố gắng duy trì sự vui vẻ của Riley nhưng lại gây ra những kết quả tai hại, làm cho Riley xa cách gia đình, bạn bè và cả những thú vui. Vì vậy những hòn đảo tính cách của cô dần sụp đổ và lần lượt rơi vào Bãi rác ký ức (Memory Dump) nơi các ký ức dần rơi vào quên lãng (Vùng Quên Lãng). Cuối cùng Giận Dữ đã đưa ra ý tưởng là cắm vào bảng điều khiển ý nghĩ khiến Riley muốn quay về Minnesota để tạo ra những lõi ký ức vui vẻ mới.
Khi đang tìm đường trong nhà kho ký ức dài hạn để quay lại Trung khu não bộ, Vui Vẻ và Buồn Bã tình cờ gặp Bing Bong - người bạn tưởng tượng thời thơ ấu của Riley. Bing Bong đề nghị Vui Vẻ và Buồn Bã bắt các chuyến tàu ý nghĩ (train of thought) để quay lại Trung khu Não bộ. Trên đường đến ga tàu, Bing Bong đau khổ khi thấy chiếc xe đẩy tên lửa cầu vồng của mình đang bị đổ xuống Bãi rác Ký ức cùng với các đồ chơi tuổi thơ khác. Cả 3 cuối cùng cũng bắt được tàu nhưng chuyến tàu ý nghĩ không chạy tiếp được khi Riley đi ngủ, và trật đường ray khi Đảo Trung Thực sụp đổ vì Riley lấy cắp thẻ tín dụng của mẹ để mua vé xe buýt về Minnesota. Trong tuyệt vọng, Vui Vẻ và Buồn Bã nhảy lên 1 ống hồi ức để trở về Trung khu não bộ nhưng vùng đất dưới ống sụp đổ, ống gãy, Vui Vẻ và Bing Bong rơi xuống vùng Quên Lãng.
Dưới đáy của vùng Quên Lãng, Vui Vẻ mất hết hy vọng và bắt đầu khóc, nhưng lại chợt nhìn thấy 1 ký ức buồn bã trong 1 trận khúc côn cầu trên băng của Riley đã biến thành 1 ký ức vui vẻ khi cha mẹ của Riley và bạn bè của cô đến an ủi cô. Vui Vẻ cuối cùng đã ngộ ra mục đích của Buồn Bã là làm dấy lên sự thấu cảm ở người khác và nhắc nhở họ đến với Riley khi cô đang thất vọng tràn trề và cần giúp đỡ. Cho nên, khi cố giữ cho Riley khỏi buồn bã thì Vui Vẻ cũng vô tình đã làm cho Riley không cảm nhận được chân hạnh phúc. Vui Vẻ và Bing Bong cố dùng chiếc xe đẩy tên lửa để thoát khỏi vùng Quên Lãng. Sau 2 lần thất bại, Bing Bong đã nhảy ra khỏi xe, tan biến trong vùng Quên Lãng để Vui Vẻ có thể bay lên thoát ra khỏi Bãi rác Ký ức.
Vui Vẻ gặp lại Buồn Bã và trở về Trung khu não bộ, phát hiện thấy rằng ý tưởng của GIận Dữ đã làm vô hiệu hóa bảng điều khiển và khiến cho Riley trở nên vô cảm. Trước sự ngạc nhiên của những cảm xúc khác, Vui Vẻ trao bảng điều khiển cho Buồn Bã để rút ý tưởng của Giận Dữ ra và kích hoạt trở lại bảng điều khiển. Khi Buồn Bã đưa các lõi cảm xúc vào lại bảng điều khiển, làm cho chúng trở nên buồn bã thì Riley quay về nhà với cha mẹ và bật khóc, thú nhận rằng cô nhớ Minnesota và cuộc sống ngày xưa của gia đình ở đó. Cha mẹ của cô an ủi cô và thừa nhận rằng họ cũng rất nhớ Minnesota. Vui Vẻ và Buồn Bã cùng đặt tay vào bảng điều khiển, tạo ra một lõi cảm xúc cay đắng ngọt ngào vui buồn lẫn lộn trong Trung khu não bộ của Riley tạo thành một hòn đảo mới đại diện cho sự chấp nhận cuộc sống ở San Francisco của Riley.
Một năm sau, ở tuổi 12, Riley đã dần quen với ngôi nhà mới, kết bạn mới và trở lại với những thú vui cũ cũng như có thêm những thú vui mới. Bên trong Trung khu não bộ của cô, những cảm xúc của cô hòa hợp với nhau trên một bảng điều khiển mà giờ đây đã mở rộng hơn và có đủ chỗ cho tất cả mọi người.

## Sản xuất

### Quá trình phát triển
Khởi nguồn của Inside Out bắt đầu từ tuổi thơ của Pete Docter. Khi còn nhỏ, ông cùng gia đình chuyển đến sống tại Thụy Điển khi bố ông tới đây để nghiên cứu về âm nhạc của Carl Nielsen. Trong khi những người chị của ông dễ dàng thích nghi với cuộc sống mới, Docter lại không như thế và cảm thấy như thể mình luôn bị mọi người xung quanh đánh giá. Những đứa trẻ khác thường thích thể thao nhưng Docter lại chỉ ngồi vẽ một mình, sở thích đã đưa ông đến với hoạt hình sau này. Chứng lo âu xã hội của ông cuối cùng cũng kết thúc vào những năm trung học.
Cuối năm 2009, Docter bắt đầu nhận ra những biểu hiện e dè tương tự ở người con gái Elie của mình. "Con bé bắt đầu trở nên lặng lẽ và kín đáo hơn, và, thẳng thắn mà nói, chúng gây ra cho tôi rất nhiều sự sợ hãi và bất an". Ông bắt đầu tưởng tượng điều gì xảy ra trong tâm trí con người khi các cảm xúc được thiết lập. Ý tưởng về việc mô tả nó thông qua hoạt hình gây hứng thú cho Docter khi ông cảm thấy đây là cách lý tưởng để thể hiện các tính cách. Ông bắt đầu nghiên cứu về bộ não, cùng với Jontrong vai Rivera, nhà sản xuất và Ronnie Del Carmen, đồng đạo diễn. Họ nhờ đến sự tư vấn của Paul Ekman, một nhà tâm lý học nổi tiếng chuyên nghiên cứu về cảm xúc và Dacher Keltner, một giáo sư tâm lý học ở Đại học California, Berkeley. Ekman trước đó từng đưa ra nhận định có 6 cảm xúc chủ đạo là tức giận, sợ hãi, buồn, chán ghét, vui vẻ và ngạc nhiên. Docter cảm thấy ngạc nhiên và sợ hãi quá giống nhau, vì vậy ông lựa chọn 5 tính cách để xây dựng nhân vật. Keltner nhấn mạnh buồn là cảm xúc làm vững chắc hơn các mối quan hệ.
Thành công lớn từ bộ phim năm 2009 của Docter Vút bay thúc đẩy Pixar cho phép ông tạo ra một bộ phim khác với cốt truyện phức tạp và tinh tế hơn. Inside Out là bộ phim đầu tiên của Pixar không có liên quan đến đồng sáng lập và cựu giám đốc điều hành của Apple Inc. Steve Jobs do ông đã mất vào năm 2011. Đồng thời nó cũng không nhận được sự giám sát tổng quát của John Ltrong vaiseter do ông đang tập trung vào việc tái cơ cấu lại Walt Disney Animation Studios tại Los Angeles vào thời điểm bộ phim được sản xuất. Các nhà quản lý tại Disney và Pixar rất lạc quan trong đề xuất sản xuất Inside Out nhưng đồng thời cũng thừa nhận rằng bộ phim có thể sẽ gặp khó khăn trong doanh thu phòng vé.

## Cốt truyện (quá trình phát hành phim)
Docter sử dụng một đội ngũ sáng tác trong quá trình phát triển cốt truyện cho bộ phim. Mặc dù hoạt hình là một ngành công nghiệp đang được thống trị bởi nam giới, một nửa xây dựng tác cốt truyện là phụ nữ, trong nỗ lực để có thêm những ý tưởng đa dạng. Lựa chọn xây dựng bộ phim tập trung vào một bé gái đến từ một nghiên cứu khẳng định rằng nữ giới từ 11 đến 17 tuổi có được sự hòa hợp giữa biểu cảm và cảm xúc nhiều hơn các lứa tuổi và giới tính khác. Ý tưởng về việc Riley chơi môn hockey đến từ Del Carmen khi ông nhấn mạnh rằng môn thể thao này rất phổ biến ở Minnesota. Họ cố gắng tránh xa những định kiến về sở thích của con gái, như váy hồng. Những ý tưởng ban đầu của bộ phim là nhân vật chính Riley rơi vào trạng thái trầm cảm trầm trọng. Docter sau đó loại bỏ chúng do ông cảm thấy không được phù hợp.
Đội ngũ sản xuất phim dành từ hai đến ba năm để phát triển các bảng truyện (storyboard) cho bộ phim. Sau mỗi ba tháng, các bảng truyện này được chiếu thử và nhận đánh giá, góp ý từ "Brain Trust," một nhóm nhỏ các nhà sáng tạo của Pixar kiểm soát việc phát triển tất cả các dự án phim. Quá trình này được lặp lại từ bảy đến tám lần trước khi bộ phim được đưa vào quá trình sản xuất hoạt hình. Các nhà làm phim nỗ lực tạo ra nhiều sự tương phản trong các nhân vật hết mức có thể. Họ thấy rằng Joy là nhân vật phức tạp nhất để xây dựng do cô thể hiện một phạm vi rộng lớn "các cảm xúc hạnh phúc". Tại hội nghị SIGGRAPH tháng 7 năm 2013, Docter nói câu chuyện là "một trong những thách thức lớn nhất tôi từng phải giải quyết", bởi bộ phim cần phải kể một cách đồng thời điều gì đang xảy ra với cô bé và điều gì đang xảy ra trong tâm trí cô. Ý tưởng đầu tiên cũng là ý tưởng được thể hiện trong bộ phim sau này, đó là Joy níu giữ tuổi thơ quá lâu và việc đó gây ra những cú sốc và tổn thương về mặt tình cảm cho Riley. Ban đầu, mâu thuẫn được tạo ra vào buổi biểu diễn trong lễ Tạ Ơn, nơi mà Riley muốn được chọn vào vai chính. Docter sau đó cho rằng ý tưởng này quá kỳ quái và nó đã được thay thế. Phải trải qua nhiều buổi chiếu thử sau đó, các nhà làm phim mới đến được với ý tưởng tạo ra một mâu thuẫn bên ngoài giúp cho bộ phim dễ dàng thể hiện hơn.
Docter ước tính sẽ mất khoảng bốn năm cho quá trình phát triển bộ phim để có thể thành công trong việc xây dựng cấu trúc bên trong bộ não của Riley cũng như những khó khăn mà cô bé gặp phải. Khái niệm về những "hòn đảo tính cách" giúp phát triển các phần cảm xúc cho bộ phim, khi chúng trực tiếp ảnh hưởng đến các sự kiện bên trong trí não cũng như cuộc sống của Riley. Trong một bản phác thảo, các nhân vật lạc vào "Cánh đồng ý tưởng", nơi họ có thể "nuôi trồng các ý tưởng mới" giống như người nông dân. Nhân vật Bing Bong - một người bạn tưởng tượng bị lãng quên - đến từ một bản phác thảo của bộ phim như một phần của trại tị nạn bên trong não của Riley. Rất khó để có thể đạt được cung bậc cảm xúc chính xác cho bộ phim, ví dụ như người xem có thể không bị làm rối trí bởi bản chất của Joy hoặc cũng có thể cảm thấy tiêu cực bởi sự hỗn loạn mà cô khiến Riley gặp phải. Rivera ghi nhận vai trò của Amy Poehler, người lồng tiếng cho Joy, cùng với ý tưởng về việc chuyển nhà, đã giúp cho bộ phim tìm được đúng cảm xúc.
Một trong những phiên bản ban đầu của bộ phim tập trung vào việc Joy và Fear đi lạc cùng nhau, do việc này có vẻ là lựa chọn hài hước nhất. Vào tháng 7 năm 2012, dự án được chiếu thẩm định cho các nhà làm phim khác tại Pixar. Docter dần dần cảm thấy cốt truyện không hiệu quả, dẫn đến lo lắng rằng ông có thể bị sa thải. Docter bắt đầu coi mình như một thất bại, những thành công trước đó chỉ là do may mắn và cảm thấy rằng mình nên xin từ chức khỏi vị trí đạo diễn bộ phim. Trong khi suy ngẫm về điều gì khiến ông nhớ nhất về Pixar, Docter kết luận rằng mình sẽ nhớ nhất về những người đồng nghiệp và những người bạn. Ông đi đến một bước ngoặt: đó là nhận ra rằng cảm xúc có nghĩa là liên kết mọi người với nhau và các mối quan hệ là thứ quan trọng nhất trong cuộc đời. Ông quyết định thay thế Fear bằng Sadness, điều mà ông cảm thấy rất quan trọng để thay đổi. Ông gặp gỡ Rivera và Del Carmen vào tối hôm đó để giải thích về những thay đổi của mình trong kế hoạch và đã rất ngạc nhiên khi họ phản ứng tích cực với nó. Trong buổi chiếu thẩm định, ông thông báo với các cấp trên của mình rằng kế hoạch mới cho bộ phim đã sẵn sàng. Mặc dù phải trải qua một "khoảnh khắc sợ hãi", quá trình sản xuất của bộ phim vẫn được tiếp tục.
Nhà biên kịch Michael Arndt làm việc với kịch bản của bộ phim trong khoảng một năm, gọi đó là "một ý tưởng cực kỳ sáng tạo nhưng cũng vô cùng thách thức". Tuy nhiên sau đó Arndt rời dự án vào đầu năm 2011, và cho biết rằng "Tôi biết quy trình làm việc của Pixar, có thể chẳng có một từ nào trong những thứ tôi đã viết sẽ được giữ lại trong kịch bản cuối cùng! Họ đã có các nhà biên kịch làm việc đó từ đầu."

## Diễn viên
- Amy Poehler trong vai Joy (Vui Vẻ)
- Phyllis Smith trong vai Sadness (Buồn Bã)
- Richard Kind trong vai Bing Bong
- Lewis Black trong vai Anger (Giận Dữ)
- Bill Hader trong vai Fear (Sợ Hãi)
- Mindy Kaling trong vai Disgust (Chảnh Chọe)
- Kaitlyn Ditrong vai trong vai Riley Andersen
- Diane Lane trong vai Jill Andersen, Riley's Mother
- Kyle MacLachlan trong vai Bill Andersen, Riley's Father
- Paula Poundstone trong vai Forgetter Paula
- Bobby Moynihan trong vai Forgetter Bobby
- Paula Pell trong vai Dream Director and Mother's Anger
- Dave Goelz trong vai Subconscious Guard Frank
- Frank Oz trong vai Subconscious Guard Dave
- Josh Cooley trong vai Jangles the Clown
- Flea trong vai Mind Worker Cop Jake
- John Ratzenberger trong vai Fritz
- Carlos Alazraqui trong vai Father's Fear and Brazilian Helicopter Pilot
- Lori Alan trong vai Mother's Sadness
- Rtrong vaihida Jones trong vai Cool Girl's emotions

Các diễn viên lồng tiếng cho các nhân vật cảm xúc, Amy Poehler, Lewis Black, Mindy Kaling, Bill Hader và Phyllis Smith được công bố lần đầu vào tháng 8 năm 2013. Với việc ra mắt trailer đầu tiên của phim vào tháng 12 năm 2014, việc Diane Lane và Kyle MacLachlan được lựa chọn vào vai bố mẹ của Riley cũng được tiết lộ.
Bill Hader, người lồng tiếng cho Fear, là một fan lớn của Pixar. Nhằm phục vụ cho một cảnh liên quan đến chương trình truyền hình trực tiếp trong bộ phim, các nhà làm phim đã liên hệ với Bill Hader về việc đến thăm trường quay chương trình Saturday Night Live. Để trả ơn, họ đồng ý với yêu cầu đến tham quan Pixar trong một tuần của Hader. Trong chuyến tham quan này, Bill Hader có tham gia vào bộ phận cốt truyện và sau đó nhận được đề nghị lồng tiếng cho nhân vật Fear. Ông đồng thời cũng được nhờ liên lạc với một đồng nghiệp ở chương trình Saturday Night Live là Amy Poehler, người mà đoàn làm phim nghĩ rằng là hoàn hảo để thể hiện vai Joy. Họ nói: "Liệu anh có thể gọi cho Army? Chúng tôi không muốn gọi cho cô ấy và khiến cô ấy nghĩ rằng chúng tôi là những kẻ lập dị." Bill Hader gọi cho Army, giải thích câu chuyện và nhấn mạnh rằng vai của cô là động lực chính của cả bộ phim. Mindy Kaling, diễn viên thể hiện Disgust, cho biết cô đã khóc khi đọc kịch bản của bộ phim: "Tôi nghĩ rằng thật tuyệt khi các bạn làm một bộ phim để nói với những đứa trẻ rằng việc lớn lên sẽ khó khăn và không có vấn đề khi cảm thấy buồn vì nó."
Smith được lựa chọn bởi Rivera khi ông đang xem Bad Teacher và thấy cô trong một cảnh ăn trưa. Ông gọi điện cho Docter và nói "Tôi nghĩ chúng ta đã tìm thấy Sadness." Do bộ phim có sự tham gia của nhiều diễn viên trong chương trình Saturday Night Live, các nhà làm phim dành một tuần để nghiên cứu các phân cảnh trong chương trình này.
Richard Kind, người từng tham gia A Bug's Life, Toy Story 3, Cars, và Cars 2, lồng tiếng cho nhân vật Bing Bong.

## Hoạt hình
Phong cách nghệ thuật của phim mang ảnh hưởng từ các vở nhạc kịch Broadways những năm 1950. Pete Docter cho biết: "Các nhân vật được tạo ra dưới dạng năng lượng bởi chúng tôi đang cố gắng diễn tả các cảm xúc nên trông như thế nào. Chúng được tạo bởi các hạt nhỏ li ti chuyển động. Thay vì có hình dạng cố định, nó là một tập hợp khổng lồ các hạt năng lượng." Đồng đạo diễn của phim Ronnie Del Carmel trả lời trong một cuộc phỏng vấn rằng quá trình thiết kế không hề dễ dàng. "Tạo ra một nhân vật được cấu tạo từ các hạt nhỏ có thể di chuyển xung quanh, bay lên và biến mất đông thời không gây mất tập trung" là một yêu cầu rất cao, ông cho biết. Nhưng "các nhân vật đều độc đáo theo cách của chúng. Chúng không phải là đồ chơi, không được làm từ nhựa hay gỗ, chúng là các cảm xúc." Các nhà làm phim thực hiện ý tưởng thiết kế Joy giống như một đám bọt phát sáng trong 8 tháng nhưng lại dự định dừng lại do các vấn đề về kinh phí. Tuy nhiên, khi John Ltrong vaiseter xem nó, ông đã đề nghị thực hiện thiết kế này trên tất cả các cảm xúc khác.

## Âm nhạc
Michael Giacchino sáng tác nhạc nền cho bộ phim. Đây là lần thứ năm ông hợp tác với Pixar và là lần thứ hai hợp tác với đạo diễn Pete Docter sau bộ phim Up. Các nhà sản xuất đã đến gặp để giải thích ý tưởng của bộ phim và chiếu thử nó cho Giacchino. Đáp lại, ông sáng tác một đoạn nhạc dài tám phút, không liên quan đến bộ phim, dựa trên cảm xúc của ông sau khi xem nó. Rivera cảm thấy rất thú vị khi mặc dù cả Giacchino và Docter đều là nhạc sĩ, họ lại thảo luận về bộ phim dưới góc độ cốt truyện và các nhân vật.

### Nhạc phim
Nhạc phim của bộ phim đánh dấu lần thư 5 Michael Giacchino hợp tác với Pixar. Walt Disney Records phát hành album vào ngày 16 tháng 6 năm 2015.
Danh sách bài hát
Tất cả nhạc phẩm được soạn bởi Michael Giacchino.
| STT              | Nhan đề                                      | Thời lượng |
| ---------------- | -------------------------------------------- | ---------- |
| 1.               | "Bundle of Joy"                              | 2:48       |
| 2.               | "Team Building"                              | 2:18       |
| 3.               | "Nomanisone Island/National Movers"          | 4:20       |
| 4.               | "Overcoming Sadness"                         | 0:51       |
| 5.               | "Free Skating"                               | 0:59       |
| 6.               | "First Day of School"                        | 2:02       |
| 7.               | "Riled Up"                                   | 1:02       |
| 8.               | "Goofball No Longer"                         | 1:11       |
| 9.               | "Memory Lanes"                               | 1:22       |
| 10.              | "The Forgetters"                             | 0:50       |
| 11.              | "Chasing the Pink Elephant"                  | 1:55       |
| 12.              | "Abstract Thought"                           | 1:47       |
| 13.              | "Imagination Land"                           | 1:25       |
| 14.              | "Down in the Dumps"                          | 1:47       |
| 15.              | "Dream Productions"                          | 1:43       |
| 16.              | "Dream a Little Nightmare"                   | 1:50       |
| 17.              | "The Subconscious Basement"                  | 2:01       |
| 18.              | "Escaping the Subconscious"                  | 2:09       |
| 19.              | "We Can Still Stop Her"                      | 2:54       |
| 20.              | "Tears of Joy"                               | 2:39       |
| 21.              | "Rainbow Flyer"                              | 2:58       |
| 22.              | "Chasing Down Sadness"                       | 1:45       |
| 23.              | "Joy Turns to Sadness/A Growing Personality" | 7:49       |
| 24.              | "The Joy of Credits"                         | 8:18       |
| Tổng thời lượng: | Tổng thời lượng:                             | 58:43      |

## Phát hành
Inside Out được giới thiệu lần đầu tiên vào tháng 8 năm 2011 tại D23 Expo. Tháng 12 năm 2012, Bleeding Cool cho biết tên của bộ phim sẽ là The Inside Out, trong khi CommingSoon.net thông báo tên phim là Inside Out vào tháng 2 năm 2013. Tháng 4 năm 2013, Disney chính thức thông báo tên của bộ phim là Inside Out trên Twitter.
Trước khi ra mắt, bộ phim trải qua buổi chiếu thử nghiệm cho trẻ em, do các nhà quản lý lo lắng rằng bộ phim có thể quá phức tạp đối với khán giả nhỏ tuổi. Nỗi sợ hãi đã được dập tắt sau khi khán giả phản hồi tích cực với bộ phim. Inside Out được công chiếu vào 18 tháng 5 năm 2015, tại Liên hoan phim Cannes lần thứ 68, trong buổi chiếu các phim không tham gia tranh giải. Tại Hoa Kỳ, bộ phim chiếu lần đầu vào ngày 8 tháng 6 năm 2015 tại rạp El Capitan ở Hollyword, và được công chiếu rộng rãi từ ngày 19 tháng 6 với định dạng 2D, 3D và IMAX 3D. Inside Out là bộ phim hoạt hình đầu tiên được phát hành dưới định dạng Dolby Vision và là phim thứ hai của Disney sau "Tomorrowland". Ngày 18 tháng 6 năm 2015, Skype thêm gương mặt của năm cảm xúc vào bộ icon dùng trong dịch vụ chat. Các icon này có thể được sử dụng trong vòng ba tháng.
Phim ngắn có tên Lava được chiếu cùng với Inside Out tại rạp. Bộ phim nhạc kịch về tình yêu được đạo diễn bởi James Ford Murphy và sản xuất bởi Andrea Warren. Câu chuyện lấy cảm hứng từ hòn đảo nhiệt đới xinh đẹp và sự hấp dẫn phun trào của những ngọn núi lửa đại dương, một câu chuyện tình yêu được thể hiện bằng nhạc kịch xảy ra trong hàng triệu năm.

### Tại Việt Nam
Phim đã được ra mắt với khán giả Việt Nam vào ngày 21 tháng 8 năm 2015 dưới định dạng 3D, 2D lồng tiếng và phụ đề. Trong đó, ca sĩ Miu Lê (Lê Ánh Nhật) trong vai Vui Vẻ (Joy), Miko Lan Trinh (Nguyễn Võ Lan Trinh) trong vai Chảnh Chọe (Disgust) cùng với một số diễn viên lồng tiếng khác.

### Băng đĩa
Inside Out được lên kế hoạch phát hành bởi Walt Disney Studios Home Entertainment dưới định dạng Blu-ray 3D, Blu-ray và DVD vào ngày 3 tháng 11 năm 2015, và định dạng HD số vào ngày 13 tháng 10 năm 2015. Một phim hoạt hình ngắn lấy bối cảnh là thế giới trong Inside Out, được đạo diễn bởi Josh Cooley, người đứng đầu bộ phận cốt truyện của phim, sẽ được phát hành trong phiên bản Blu-ray của bộ phim, cùng với phim ngắn Lava.

### Trò chơi điện tử
Cả năm cảm xúc đều được đưa vào trò chơi Disney Infinity 3.0. Bộ mô hình Inside Out cũng được phát hành.
Trò chơi di động "Inside Out: Thought Bubbles" được phát hành vào ngày 18 tháng 6 năm 2015 bởi Disney Mobile Games trên Apple App Store, Google Play, Amazon Appstore, Windows Store và Windows Phone Store. Đóng vai các cảm xúc của Riley, người chơi phải trải qua 187 màn chơi lấy cảm hứng từ các địa điểm trong bộ phim.

## Phản hồi

### Doanh thu phòng vé
Tính đến ngày 17 tháng 9 năm 2015, Inside Out đã thu về 351,9 triệu đô la riêng tại Bắc Mỹ và 747.8 triệu đô trên toàn thế giới.
Inside Out được công chiếu tại 3946 rạp ở Mỹ và Canada, với 3100 rạp chiếu bộ phim với định dạng 3D. Bộ phim thu về 3.7 triệu đô trong buổi chiếu đầu tiên vào đêm ngày thứ năm. Đây là một kỷ lục trong số các bộ phim được ra mắt vào đêm ngày thứ năm của Pixar, chỉ xếp sau Toy Story 3. Bộ phim sau đó thu về 34,2 triệu đô trong ngày ra mắt đầu tiên, là doanh thu ngày đầu tiên cao thứ hai trong số các phim của Pixar, chỉ sau Toy Story 3 (41,1 triệu đô). Trong tuần đầu tiên ra mắt, Inside Out thu về tổng cộng 90,4 triệu đô la, xếp thứ hai sau Jurtrong vaisic World trong bảng xếp hạng doanh thu tuần. Mặc dù là bộ phim đầu tiên của Pixar không đạt được vị trí số 1 về doanh thu vào tuần đầu ra mắt, Inside Out vẫn là bộ phim nguyên bản có doanh thu mở màn cao nhất của Pixar (phá kỷ lục của The Incredibles), bộ phim Pixar có doanh thu mở màn cao thứ hai trong lịch sử (chỉ sau Toy Story 3), bộ phim có doanh thu tuần đầu tiên cao nhất mà không đứng ở vị trí số 1 (phá kỷ lục của The Day After Tomorrow), và là bộ phim nguyên bản (không dựa trên bất kỳ nguồn có sẵn nào trước đó) có doanh thu mở màn cao nhất mọi thời đại, phá kỷ lục của Avatar. Thành công của bộ phim là kết quả đến từ buổi công chiếu tại liên hoan phim Cannes, buổi chiếu thử tại họp báo CinemaCon, điểm số 98% trên Rotten Tomatoes, hiệu ứng truyền miệng tốt, được chếu vào tuần lễ Ngày của cha và một buổi chiếu thử để thăm dò ý kiến công chúng thành công. Trong tuần công chiếu thứ hai, doanh thu của bộ phim giảm 42% xuống còn 52.3 triệu đô và vẫn xếp ở vị trí thứ 2 sau Jurrtrong vaiic World. Inside Out đạt được vị trí dẫn đầu vào tuần thứ 3 với 29,8 triệu đô doanh thu. Định dạng IMAX đóng góp 10% hay 36 triệu đô (tính đến ngày 4 tháng 9 năm 2015) trong tổng doanh thu của phim tại Bắc Mỹ.
Bên ngoài khu vực Bắc Mỹ, bộ phim thu về khoảng 40,3 triệu đô trong tuần đầu tiên tại 37 quốc gia. Các thị trường có doanh thu mở màn cao nhất bao gồm Anh, Ireland, Mexico, Nga và Hàn Quốc. Tính tổng doanh thu, ngoài thị trường Bắc Mỹ, các thị trường có doanh thu cao nhất bao gồm Anh (55,6 triệu đô), Hàn Quốc (31,7 triệu đô) và Mexico (31 triệu đô). Bộ phim trở thành bộ phim hoạt hình của Disney và Pixar có doanh thu cao nhất mọi thời đại tại Mexico (vượt qua Frozen), Phi-líp-pin (vượt qua Big Hero 6), Ấn Độ và Ukraine. Tại Nga, Inside Out là bộ phim hoạt hình của Disney và Pixar có doanh thu cao thứ hai và là phim đầu tiên của Pixar có doanh thu vượt qua 1 tỷ rúp. Bộ phim vẫn chưa ra mắt tại một số thị trường lớn như Đức (1 tháng 10) và Trung Quốc (6 tháng 10).

### Phản hồi từ giới chuyên môn
Trên trang đánh giá Rotten Tomatoes, bộ phim đạt được 98% nhận xét tích cực trong tổng số 270 bài đánh giá từ các nhà chuyên môn, với điểm số trung bình là 9/10. "Sáng tạo, hình ảnh tuyệt đẹp, có sức lay động mạnh mẽ, Inside Out là một bộ phim tuyệt vời tiếp theo trong danh sách các bộ phim hoạt hình kinh điển hiện đại của Pixar". Trên trang Metacritic, bộ phim nhận được điểm số trung bình là 94/100 từ 48 nhà phê bình chuyên nghiệp, thể hiện "sự đánh giá hoàn toàn tích cực". Trong khảo sát của Cinemtrong vaicore, bộ phim nhận được đánh giá trung bình là A trong thang điểm từ F đến A+ từ các khán giả tới xem phim. Amy Poehler, Phyllis Smith và Richard Kind nhận được sự khen ngợi cho diễn xuất lồng tiếng của họ trong phim. Amy Poehler, Phyllis Smith
Trước khi bộ phim ra mắt, đã có một số nghi ngờ về việc chất lượng của các bộ phim Pixar đang đi xuống do việc phụ thuộc quá nhiều vào các phần tiếp theo. Tương tự như vậy, DreamWorks Animation cũng bắt đầu trở nên lúng túng từ năm 2012 khi rất nhiều phim doanh thu thấp tại phòng vé, khiến cho giới quan sát cho rằng thể loại phim hoạt hình bằng máy tính đang trong thời kỳ khủng hoảng. Inside Out đã được coi là sự trở lại với chuẩn mực bởi rất nhiều nhà phê bình.
Sau buổi chiếu đặc biệt tại CinemaCon vào 22 tháng 4 năm 2015, bộ phim được đón nhận nồng nhiệt bởi khán giả. Sự ca ngợi được dành cho cốt truyện thông minh, cho dù một số người băn khoăn liệu ý tưởng bộ phim có quả phức tạp với trẻ nhỏ cũng như việc gây ấn tượng với đối tượng gia đình. Sau khi ra mắt tại Cannes, bộ phim nhận được sự tán dương gần như hoàn toàn từ các nhà phê bình. Peter Debruge của tạp trí Variety gọi đây là "ý tưởng tuyệt vời nhất" của Pixar và "một concept nguyên bản rất đáng kinh ngạc... hứa hẹn sẽ mãi mãi thay đổi cách mà chúng ta nghĩ về cách mà con người suy nghĩ. Michael Phillips từ Chicago Tribune coi đây là sản phẩm tuyệt vời nhất của Pixar kể từ Vút bay (cũng được đạo diễn bởi Doctor) Todd McCarthy từ The Hollywood Reporter coi đây là một tác phẩm có chủ đề đầy táo bạo nổi bật trong số những bộ phim dành cho đối tượng gia đinh. "Với xu hướng hơi thiên về não bộ theo nghĩa đen của bộ phim, tôi cho rằng Inside Out sẽ có một chút vấn đề trong việc kết nối hoàn toàn với trẻ em, nhưng người lớn có lẽ sẽ rơi nhiều nước mắt.", Richard Lawson từ Vanity Fair nhận xét. Peter Bradshaw của The Guardian cảm thấy bộ phim vui vẻ và ngọt ngào một cách tự nhiên cho dù hơi kém hơn các tác phẩm tuyệt vời nhất của Pixar một chút.
Sau khi công chiếu rộng rãi, bộ phim tiếp tục nhận được sự khen ngợi. A.O.Scott của báo The New York Times coi bộ phim là một niềm hân hoan thật sự, đặc biệt dành tặng sự khen ngợi cho việc bộ phim đã tạo ra "sự phản kháng của nỗi buồn, một lập luận về sự cần thiết của việc thể hiện sự buồn bã trong những màu sắc tươi sáng của giải trí." Ann Hornaday của báo The Washington Post coi đây là "một bộ phim hiếm có đã chuyển đổi vai trò của mình từ một hình thức giải trí đơn thuần thành một liệu pháp chữa trị, mang đến cho trẻ em một thứ ngôn ngữ biểu tượng giúp chúng kiểm soát những cảm xúc bất thường của mình." Richard Roeper từ Chicago Sun-Times cảm thấy bộ phim "mạnh mẽ, rực rỡ, ngọt ngào, hài hước và đôi khi rất đau lòng" và coi đây là một trong những phim hay nhất của năm. Chris Ntrong vaihawathy của Entertainment Weekly ca ngợi bộ phim "siêu việt và cảm động.... thông minh và khéo léo". Mary Pols của tạp trí Time cảm thấy bộ phim "giống như ảo giác, tuyệt đẹp" đã "định nghĩa tiêu chuẩn cho các phim gia đình". Christopher Orr cả The Atlantic khuyên người đọc nên xem bộ phim, nhận xét "Pixar một lần nữa dẫn đầu, kể một câu chuyện ý nghĩa và cảm động mà khó có thể tưởng tượng sẽ được sản xuất ở bất cứ nơi nào khác." Wai Chee Dimock tại Los Angeles Review of Books so sánh bộ phim với nghiên cứu của nhà thần kinh học Antonio Damtrong vaiio, Dacher Keltner và Oliver Sacks. IGN chấm điểm bộ phim 9.5/10, nhận xét rằng "Pixar tiếp tục đưa đến một bộ phim gia đình đầy sáng tạo và cảm xúc thông qua Inside Out".